# Theodor Wisch
Theodor Wisch (13 de dezembro de 1907 — 11 de janeiro de 1995) foi um general da Waffen-SS e comandante do Leibstandarte SS Adolf Hitler durante a Segunda Guerra Mundial.

## Carreira
Ele foi um comandante da Divisão SS Leibstandarte (LSSAH) e recebeu a Cruz de Cavaleiro da Cruz de Ferro com Folhas de Carvalho e Espadas. Ele assumiu o comando do LSSAH em abril de 1943. Ele foi gravemente ferido em combate na Frente Ocidental por uma barragem de artilharia naval na Batalha do Bolso de Falaise em 20 de agosto de 1944, e substituído como comandante da divisão pelo SS- Brigadeführer Wilhelm Mohnke.

## Honrarias
- Cruz de ferro (1939) 2ª Classe (24 de setembro de 1939) e 1ª Classe (8 de novembro de 1939)[3]
- Cruz Alemã em Ouro em 25 de fevereiro de 1943 como SS- Standartenführer na 2. Panzergrenadier-Regiment SS-Panzergrenadier-Division "Leibstandarte SS Adolf Hitler".[4]
- Cruz de cavaleiro da cruz de ferro com carvalho e espadas
  - Knight's Cross em 15 de setembro de 1941 como SS- Sturmbannführer e comandante do II./LSSAH[5]
  - 393º Oak sai em 12 de fevereiro de 1944 como SS- Brigadeführer e comandante do LSSAH[5]
  - 94ª Espadas em 30 de agosto de 1944 como SS- Brigadeführer e Generalmajor da Waffen-SS, e comandante do LSSAH[5]